# Zeubach
Zeubach – rzeka w Bawarii, w Szwajcarii Frankońskiej, uchodzi do Wiesent (lewy dopływ).